# GNU Debugger
GNU Debugger ([gnuː diːˈbagə(r)]; zkráceně GDB) je standardní nástroj na hledání chyb v software (tzv. debugger). Je součástí projektu GNU. GDB podporuje mnoho unixových operačních systémů a programovacích jazyků (například C, C++ nebo Fortran).

## Historie
GDB původně napsal Richard Stallman v roce 1988 v rámci projektu GNU. Mezi lety 1990 a 1993 ho spravoval John Gilmore zatímco pracoval pro Cygnus Solutions. Nyní je spravován komisí (GDB Steering Committee) jmenovanou Free Software Foundation.

## Technické detaily

### Vlastnosti
GDB nabízí široké zázemí pro sledování a úpravu počítačových programů. Uživatel může sledovat a upravovat hodnoty programových vnitřních proměnných a volat jednotlivé funkce programu nezávisle na jeho normálním chování.
GDB je stále aktivně vyvíjen. Například verze 7.0 nově obsahuje podporu pro Python. Od této verze je dostupné také tzv. „vratné ladění“ – vždy je dostupná možnost návratu o krok zpět, díky čemuž je snadnější zjistit, na čem program spadl a co přesně se stalo.
GDB podporuje mimo jiné tyto procesory (stav z roku 2003): Alpha, ARM, H8/300, System/370, System/390, X86 a X86-64, IA-64 (Itanium), MC68k, MIPS, PA-RISC, PowerPC, SuperH, SPARC, VAX.

### Vzdálené ladění
GDB nabízí ‚vzdálený režim‘ používaný pro ladění embedded systémů. Vzdálený režim znamená, že GDB běží na jednom počítači a laděný program na jiném. GDB komunikuje se vzdáleným systémem pomocí GDB protokolu na sériové lince nebo pomocí TCP/IP.
Stejný režim je také použitý v KGDB pro ladění Linuxových jader na úrovni strojového kódu s gdb.
KGDB umožňuje vývojářům ladit kernel naprosto stejným způsobem, jako se ladí běžná aplikace. Díky tomuto vývojáři mohou kdekoliv v kódu umístit breakpoint, krokovat jednotlivé řádky kódu a sledovat proměnné. Na architekturách, které při ladění poskytují hardwarové registry, lze nastavit sledování tak, aby se při přístupu do určité části paměti vyvolal breakpoint.
KGDB neumožňuje běh na laděném systému, proto vyžaduje přídavný stroj, který je připojený k testovanému systému pomocí sériového kabelu nebo ethernetu. U FreeBSD je možné k propojení použít ještě FireWire s DMA.

### Omezení
Debugger neobsahuje vlastní grafické uživatelské rozhraní a standardně nabízí pouze textové.
Na tomto principu bylo vytvořeno několik předních ladících nástrojů, jako jsou Xxgdb, Data Display Debugger (DDD), Nemiver, KDbg, Xcode debugger, GDBtk/Insight a HP Wildebeest Debugger GUI (WDB GUI). Grafickou nadstavbu nabízí až vývojová prostředí třetích stran: Codelite, Code::Blocks, Dev-C++, GNAT Programming Studio (GPS), KDevelop, Qt Creator, MonoDevelop, Eclipse, NetBeans a VisualStudio. Pro GDB bylo vytvořeno několik grafických nadstaveb (DDD, KDbg, Nemiver či novější gdbgui).

## Příklad použití
```
GNU gdb Red Hat Linux (6.3.0.0-1.21rh)
Copyright 2004 Free Software Foundation, Inc.
GDB is free software, covered by the GNU General Public License, and you are
welcome to change it and/or distribute copies of it under certain conditions.
Type „show copying“ to see the conditions.
There is absolutely no warranty for GDB. Type „show warranty“ for details.
This GDB was configured as „i386-redhat-linux-gnu“...Using host libthread_db library „/lib/libthread_db.so.1“.

(gdb) run
Starting program: /home/sam/programming/crash
Reading symbols from shared object read from target memory...done.
Loaded system supplied DSO at 0xc11000
This program will demonstrate gdb

Program received signal SIGSEGV, Segmentation fault.
0x08048428 in function_2 (x=24) at crash.c:22
22 return *y;
(gdb) edit
(gdb) shell gcc crash.c -o crash -gstabs+
(gdb) run
The program being debugged has been started already.
Start it from the beginning? (y or n) y
warning: cannot close „shared object read from target memory“: File in wrong format
`/home/sam/programming/crash' has changed; re-reading symbols.
Starting program: /home/sam/programming/crash
Reading symbols from shared object read from target memory...done.
Loaded system supplied DSO at 0xa3e000
This program will demonstrate gdb
24
Program exited normally.
(gdb) quit

```

Program je spuštěn. Po objevení příčiny vyvolání chyby segmentation fault je program opraven. Opravený program je pak rekompilován pomocí GCC a poté spuštěn.